# Levantamiento de Curazao de 1969
El levantamiento de 1969 en Curazao fue una serie de disturbios que surgieron de una huelga de trabajadores de la industria petrolera en la isla caribeña de Curazao, que entonces era parte de las Antillas Neerlandesas, un país semiindependiente en el Reino de los Países Bajos. El levantamiento tuvo lugar principalmente el 30 de mayo, pero continuó hasta la noche del 31 de mayo, hasta el 1 de junio de 1969. Una manifestación de protesta durante la huelga se tornó violenta, lo que resultó en un saqueo generalizado, destrucción de edificios y destrucción de vehículos en el distrito central de negocios (CBD) de la capital de Curazao, Willemstad.
Se han citado varias causas del levantamiento. La economía de la isla, después de décadas de prosperidad provocada por la industria petrolera, particularmente una refinería de Shell, estaba en declive y el desempleo aumentaba. Curazao, una antigua colonia de los Países Bajos, se convirtió en parte de las Antillas Neerlandesas semiindependientes en virtud de una carta de 1954, que redefinió la relación entre los Países Bajos y sus antiguas colonias. Según este acuerdo, Curazao todavía era parte del Reino de los Países Bajos. Los activistas anticoloniales denunciaron este estatus como una continuación del dominio colonial, pero otros estaban satisfechos de que la situación política fuera beneficiosa para la isla. Después de que se abolió la esclavitud en 1863, los curazaoños negros continuaron enfrentando el racismo y la discriminación. No se beneficiaron de la prosperidad económica de Curazao y se vieron desproporcionadamente afectados por el aumento del desempleo. Los sentimientos de Black Power en Curazao se estaban extendiendo, reflejando desarrollos en los Estados Unidos y el Caribe. El Partido Demócrata dominó la política local pero no pudo cumplir su promesa de mantener la prosperidad. Las ideas radicales y socialistas se hicieron populares en la década de 1960, lo que resultó en una disputa laboral de 1969 entre un subcontratista de Shell y sus empleados que se intensificó y se volvió cada vez más política. Una manifestación de trabajadores y activistas laborales el 30 de mayo se volvió violenta, lo que provocó el levantamiento.
Los disturbios dejaron dos personas muertas y gran parte del centro de Willemstad destruido, y cientos de personas fueron arrestadas. Los manifestantes lograron la mayoría de sus demandas inmediatas: salarios más altos para los trabajadores y la renuncia del gobierno antillano neerlandés. Fue un momento crucial en la historia de Curazao y de los vestigios del Imperio neerlandés. Nuevas elecciones parlamentarias en septiembre otorgaron a los líderes de la sublevación escaños en el parlamento, los Estados de las Antillas Neerlandesas. Una comisión investigó los disturbios; culpó a los problemas económicos, las tensiones raciales y la mala conducta de la policía y el gobierno. El levantamiento llevó al gobierno holandés a emprender nuevos esfuerzos para descolonizar completamente los restos de su imperio. Surinam se independizó en 1975, pero los líderes de las Antillas Neerlandesas se resistieron a la independencia, temiendo las repercusiones económicas. El levantamiento avivó la desconfianza desde hace mucho tiempo de Curazao en la cercana Aruba, que se separó de las Antillas Neerlandesas en 1986. El papiamento, el idioma criollo local, ganó prestigio social y un uso más generalizado después del levantamiento. Fue seguido por una renovación en la literatura de Curazao, la mayor parte de la cual se ocupó de cuestiones sociales locales y provocó discusiones sobre la identidad nacional de Curazao.